# Ma-i
Ma-i (también pronunciado Ma'i, Mai, Ma-yi y Mayi; en chino: 麻逸) fue un Estado prehistórico de Filipinas cuya existencia se conoce gracias a los anales imperiales chinos de Chu Fan Chih y Sung Shih y al recuerdo que de él quedó en el Sultanato de Brunéi, donde se le conoce como Maidh. Se deduce que estuvo situado en la isla de Mindoro.

## Mai según los anales chinos

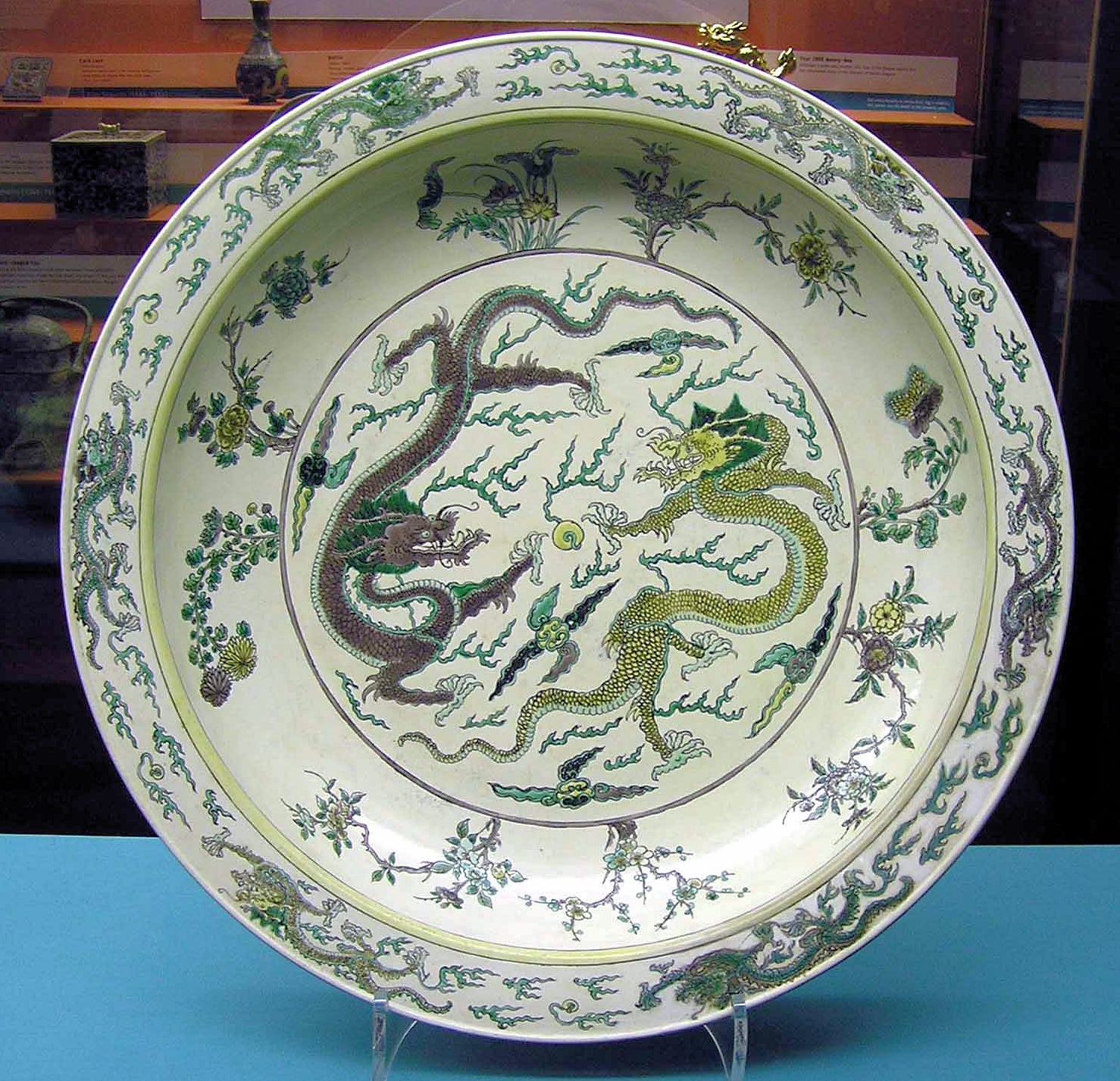
Porcelana china de la era Kangxi (1662-1722), dinastía Quing. Se ha encontrado antigua porcelana china en Mindoro, Filipinas, lo que prueba la existencia de comercio entre la isla y la China imperial.

En 1225 Zhao Rugua, un superintendente de comercio marítimo chino de Fukien, escribió un libro titulado Chu Fan Chi (Un recuento de varios bárbaros), en el cual describió el comercio con un país llamado Mai (pronunciado Ma-yi). Dijo de él:

El país de Mai está al norte de Borneo. Los nativos viven en grandes pueblos en los bancos opuestos a un arroyo y se cubren con ropas de hojas o esconden sus cuerpos con taparrabos. Hay imágenes de metal (Budas) de origen desconocido dispersos en sus selvas frondosas. Pocos piratas alcanzan estas costas. Cuando los barcos mercantes entran al puerto, se detienen en frente de la plaza oficial, por la plaza oficial es por donde el país trueca y comercia, y una vez el barco es registrado, [los comerciantes] pueden mezclarse juntos libremente. Desde que los oficiales locales tienen hábito de utilizar sombrillas blancas, los mercantes deben llevárselas como presentes.

El método de los negocios de transacción de los comerciantes salvajes es venir todos en multitud e inmediatamente meter la mercancía en cestos y salir con ella. Si al principio no pueden decir quiénes son, gradualmente dan a entender que retirarán los bienes, así que en conclusión no pierden nada. Los comerciantes salvajes toman entonces los bienes y se van a otras islas para intercambiarlos y generalmente no empiezan a volver hasta septiembre u octubre para pagar los barcos mercantes que poseen. De hecho, hay algunos que ni siquiera vuelven entonces, así que los barcos mercantes de Mai son los últimos en volver a casa. San-hsu, Pai-p'u-yen, P'u-li-lu, Li-yin-tung, Liu-hsin, Li-han, etcétera, son todos lugares del mismo tipo que Mai.

Los productos locales son cera de abejas, algodón, perlas verdaderas, conchas de tortugas, nueces de betel medicinales y ropas yuta. Los mercaderes usan cosas tales como porcelana, oro para comerciar, vasijas de hierro, plomo, cuentas de cristal coloreadas y agujas de hierro en los intercambios.